# Lê Quang Liêm
Lê Quang Liêm (* 13. März 1991 in Ho-Chi-Minh-Stadt) ist ein vietnamesischer Großmeister, der zur erweiterten Weltspitze im Schachsport zählt und die Weltmeisterschaft im Blitzschach im Jahr 2013 gewann.

## Leben
Den ersten Kontakt mit Schach hatte er, als es ihm von seinem zwei Jahre älteren Bruder beigebracht wurde. Seit Lê Quang Liêm die Schule abgeschlossen hat, ist er Schachprofi. Trainiert wurde er zeitweise von Jewgeni Barejew.

## Erfolge

### Einzelmeisterschaften

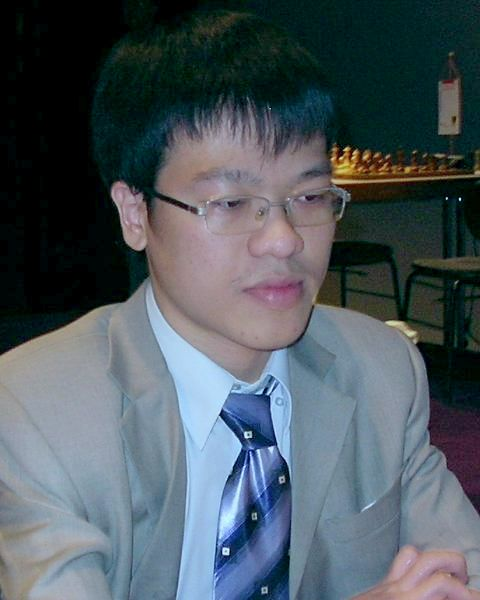
Lê Quang Liêm, 2010 in Dortmund

International wurde man bald auf Lê Quang Liêm aufmerksam. Bei der U10-Jugendweltmeisterschaft 2001 in Oropesa del Mar belegte der damals noch Unbekannte punktgleich mit dem Gewinner Tamás Fodor den zweiten Platz. Beachtlich für sein Alter war sein ausgeglichenes Ergebnis (4,5 Punkte aus 9 Partien) beim Zonenturnier in Ho-Chi-Minh-Stadt im Juni 2003. Bei der Jugendweltmeisterschaft in der Kategorie U12 in Kallithea (Chalkidiki) 2003 erreichte er wiederum den zweiten Platz. 2004 wurde er in Teheran asiatischer U16-Meister. Die U14-WM in Belfort 2005 gewann er schließlich mit einem halben Punkt Vorsprung. Bei den Südostasienspielen 2005 in Manila holte er eine Silbermedaille in der Einzelkonkurrenz. Im Januar 2007 gewann er ein Zonenturnier auf der vietnamesischen Insel Phú Quốc. Beim Schach-Weltpokal 2007 in Chanty-Mansijsk schied er in der ersten Runde mit 0,5:1,5 gegen Andrij Wolokitin aus. Die vietnamesische Einzelmeisterschaft konnte er zum ersten Mal 2007 gewinnen, in diesem Jahr ausgetragen in der Provinz Thừa Thiên-Huế. Im August 2008 gewann er das 1st Dragon Capital Vietnamese Chess Open in Vũng Tàu. Für den Schach-Weltpokal 2009 war er über seinen fünften Platz bei der asiatischen Einzelmeisterschaft im Mai 2009 in Subic qualifiziert, schied dort jedoch in der ersten Runde mit 1,5:3,5 gegen Vladislav Tkachiev aus. Im September 2009 gewann er das Kolkata Open sowie das Zhejiang Lishui Xingqiu Open in Lishui und im Dezember 2009 das 2. Vietnamesische Drachenhauptstadt-Schachopen in Ho-Chi-Minh-Stadt. Im Februar 2010 wurde er mit 7 Punkten aus 9 Partien alleiniger Erster beim Aeroflot Open in Moskau und qualifizierte sich damit für die Dortmunder Schachtage. Hier konnte er sensationell einen zweiten Platz belegen, hinter Ruslan Ponomarjow und vor Wladimir Kramnik. Bei der Asienmeisterschaft im November 2010 in Guangzhou belegte er in der Einzelkonkurrenz hinter Rustam Kasimjanov den zweiten Platz. Im Februar 2011 konnte er seinen Erfolg beim Aeroflot Open mit 6,5 Punkten aus 9 Partien wiederholen. Er nahm am Schach-Weltpokal 2011 teil. Dort erreichte er durch Siege gegen Susanto Megaranto und Boris Gratschow die dritte Runde, in der er an Lázaro Bruzón scheiterte. Im Juni 2013 gewann er in Chanty-Mansijsk die Weltmeisterschaft im Blitzschach. Im August 2013 nahm er am Schach-Weltpokal 2013 in Tromsø teil. Er erreichte durch Siege gegen Oliver Barbosa, Francisco Vallejo Pons und Alexander Grischtschuk das Achtelfinale, in dem er an Pjotr Swidler scheiterte. Bei den asiatischen Einzelmeisterschaften im Juni 2016 in Taschkent belegte er mit einem halben Punkt hinter S. P. Sethuraman den zweiten Platz. Im Juli 2019 konnte er zum ersten Mal die asiatische Einzelmeisterschaft gewinnen, die in dieser Ausgabe in Xingtai ausgetragen wurde. Im Juli 2019 gewann er das World Open in Philadelphia. Den Grandmaster Triathlon des Schachfestivals Biel in Biel/Bienne gewann er 2022, 2023 und 2024.

### Nationalmannschaft
Lê Quang Liêm, der bereits als elfjähriger mit der vietnamesischen U16-Nationalmannschaft an der Jugendolympiade 2002 in Kuala Lumpur teilnahm, gehört seit 2005 zur vietnamesischen Nationalmannschaft. Er nahm mit dieser an den Schacholympiaden 2006 in Turin (am vierten Brett), 2008 in Dresden (am zweiten Brett), 2010 in Chanty-Mansijsk, 2012 in Istanbul und Schacholympiade 2014 in Tromsø (jeweils am ersten Brett) teil. Sehr erfolgreich war er bei asiatischen Mannschaftsmeisterschaften, an denen er 2005, 2008, 2009, 2012 und 2014 teilnahm. Mit der Mannschaft erreichte er 2005 und 2009 den zweiten, 2008, 2012 und 2014 den dritten Platz. In der Einzelwertung erreichte er 2005 am vierten, 2008 am zweiten und 2009 am ersten Brett jeweils das beste Ergebnis, 2012 und 2014 jeweils am ersten Brett das zweitbeste Ergebnis. Bei den Südostasienspielen 2005 holte er Mannschaftsgold sowohl im Schnellschach als auch mit regulärer Spielzeit. Außerdem nahm Lê Quang Liêm auch an den Schachwettbewerben der Asienspiele 2010 sowie der Hallen-Asienspiele 2007 und 2009 teil.

### Vereine
Vereinsschach spielte er in der Saison 2010/11 in der deutschen Schachbundesliga für Werder Bremen. In Frankreich spielte er 2011 und 2012 für Évry Grand Roque, in China 2011, 2012 und 2017 für Qingdao Yucai, 2019 für Jiangsu. In der russischen Mannschaftsmeisterschaft spielte er 2013 für ShSM Our Hopes Moskau. Die United States Chess League gewann er 2014 mit den St. Louis Arch Bishops.

### Titel und Rating
Seit Oktober 2006 trägt er den Titel Schachgroßmeister. Die Normen hierfür erzielte er bei den Südostasienspielen 2005, der Schacholympiade 2006 sowie einem 1st Saturday GM-Turnier in Budapest im Juli 2006. Die Normen wurden für den September 2006 eingereicht, die erforderliche Elo-Zahl hatte er jedoch erst im Oktober erreicht. Der Titel Internationaler Meister war ihm im April 2006 verliehen worden. Die Normen hierfür hatte er bei drei First Saturday-Turnieren in Budapest zwischen August und Oktober 2005 erzielt.

## Größte Erfolge
- Weltmeister im Blitzschach: 2013
- Asiatischer Schachmeister 2019
  - 2. Platz 2010, 2016
  - 3. Platz 2018
- Silbermedaille bei den Südostasienspielen 2005 im Schach
- Vietnamesischer Meister: 2007, 2010
- Sieger des Aeroflot Opens: 2010, 2011
- Dortmunder Schachtage
  - 2. Platz 2010, 2011
- Millionaire Chess Open
  - 2. Platz 2015
- U14-Jugendweltmeister 2005
  - 2. Platz U10 2001, U12 2003
- U16-Asienmeister 2004